# باسیل (ریخت‌شناسی)

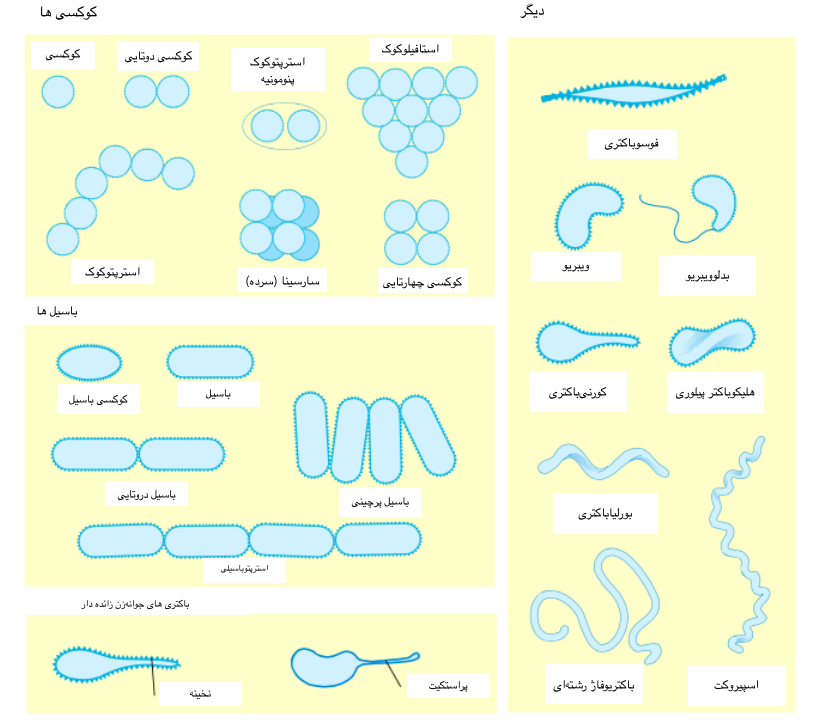
دسته بندی انواع باکتری ها

باسیل به باکتری‌هایی گفته می‌شود که از نظر ریخت‌شناسی ظاهری میله‌ای یا رشته‌ای دارند. باسیل‌ها در بسیاری از گروه‌های مختلف از طبقه‌بندی باکتری‌ها وجود دارند. در مورد معنای واژه (به لاتین: Bacillus) باید به تفاوت میان باسیل و باکیلوس توجه داشت.